# Schwarze Lacke (Wien)

Schwarze Lacke und ihre Umgebung (Auszug aus dem Aufnahmeblatt der Landesaufnahme 1872)

Die Schwarze Lacke bei Jedlesee, einem Bezirksteil des 21. Wiener Bezirkes Floridsdorf, war ein stehendes Gewässer und bei Hochwasser ein fließender Nebenarm der unregulierten Donau bei Wien. Heute fungiert deren ehemaliges Areal als Grünraum und Naherholungsgebiet.
Mit der Wiener Donauregulierung verlor die Schwarze Lacke mit einer Länge von circa 10 Kilometern ihre Bedeutung als Gewässer. Sie wurde weitgehend mit Müll und Bauschutt zugeschüttet und begrünt.
Noch heute ist sie als halbkreisförmiger Grünstreifen um die ehemalige Schüttinsel Schwarze Lackenau erkennbar, diese bildet auch eine der Wiener Katastralgemeinden. Als Naherholungsgebiet ist sie ein Teil des Wald- und Wiesengürtels an der Wiener Peripherie.
Den donaunächsten Bereich bildet der Jedleseer Aupark, ein Relikt der donaunahen Auwälder, und ein Wiesenstreifen, welcher wegen der danebenstehenden Maria-Loretto-Kirche mit Lorettowiese bezeichnet wird, daran anschließend bis zum Marchfeldkanal erstreckt sich die Lagerwiese Schlossergasse (seit 2022 Vilma-Webenau-Park). Zwischen Kilometer 3 und 4 des Marchfeldkanales wurde der Kanal in die Breite ausgeweitet, was zu einer Verlangsamung der Fließgeschwindigkeit des Wassers führt, und zur Absetzung der Sedimente dient, weil die Donau bei Wien noch ein Gebirgsfluss mit zahlreichen Schwebstoffen ist. Dieser Absetzbereich entspricht einen Teil der ehemaligen Schwarzen Lacke und ist eine Renaturierungsmaßnahme. In Frostzeiten im Winter ist der Absetzbereich des Marchfeldkanals als Natureislaufplatz beliebt, zumal die mögliche Einbruchtiefe im Notfall maximal ein halber Meter ist.
Mittig im Gebiet der Schwarzen Lackenau liegen die Antoniuskirche und der Jedleseer Friedhof.
Bei Neubauten im Naheverhältnis zur ehemaligen Schwarzen Lacke besteht ein Interessenskonflikt zwischen Verbauung und Erhaltung. Im Jahre 2009 wurde die Verbauung des Hofes des denkmalgeschützten Jedleseer Herrschaftshauses mit einem Mediationsverfahren zwischen allen Beteiligten gütlich geregelt.
Die Schwarze Lacke ist für den EuroVelo 9 von Danzig nach Pula die Verbindung zwischen dem Bezirksteil Strebersdorf und über eine Grünbrücke der Donauuferautobahn Nähe Teslagasse zum Donauradweg an der Neuen Donau.